# Corte de’ Cortesi con Cignone
Corte de’ Cortesi con Cignone ist eine norditalienische Gemeinde (comune) mit 1055 Einwohnern (Stand 31. Dezember 2023) in der Provinz Cremona in der Lombardei. Die Gemeinde liegt etwa 14,5 Kilometer nördlich von Cremona am Parco dell’Oglio Nord und grenzt unmittelbar an die Provinz Brescia.
Der Oglio bildet die Nordgrenze der Gemeinde. 